# Hidrogenoszóma

A hidrogenoszómában zajló ATP-szintézis modellje (CoA = koenzim-A)

A hidrogenoszóma egyes anaerob csillósokban, Trichomonas-fajokban és gombákban megtalálható, kettős membránba burkolt sejtszervecske. Ezek közül a legalaposabban tanulmányozott, modellszervezet trichomonászok hidrogenoszómája molekuláris hidrogént, acetátot, szén-dioxidot és ATP-t termel a piruvát-ferredoxin-oxidoreduktáz enzim (PFO), hidrogenáz, acetát-szukcinát-koenzim-A transzferáz és szukcinát-tiokináz együttes reakciói segítségével. A hidrogenoszómában található még szuperoxid-diszmutáz, malát-dehidrogenáz (dekarboxilál), ferredoxin, adenilát-kináz és NADH-ferredoxin-oxidoreduktáz is. Bár 1970-es évekbeli azonosításakor a peroxiszómából származtatták, ma már általánosan elfogadott, hogy eredete a mitokondriumból vezethető le (redukálódott mitokondrium). Erre utal az is, hogy a mitokondrium, hidrogenoszóma és mitoszóma közül egyetlen eukarióta sejtben sem fordul elő egyszerre kettő.
2010-ben fedezték fel az első olyan anaerob, valódi szövetes állatokat (loriciferákat), melyek hidrogenoszóma-jellegű sejtszervecskékkel rendelkeztek.

## Története
A hidrogenoszómákat elsőként a Rockefeller Egyetemen dolgozó D. G. Lindmark és Müller Miklós izolálták az 1970-es években, majd a megtisztított mintákat biokémiai elemzésnek vetették alá és nevet is adtak nekik. A hidrogenoszómát bemutató, nagy hatású tanulmányokon túl első ízben demonstrálták a piruvát-ferredoxin oxidoreduktáz és a hidrogenáz jelenlétét eukarióta élőlényekben. További kutatások folytak egyes anaerob protozoa paraziták (Trichomonas vaginalis, Tritrichomonas foetus, Monocercomonas sp., Giardia lamblia, Entamoeba sp. és Hexamita inflata) biokémiai citológiája és sejtes szint alatti szerveződéseik megismerésére. Az 1976-van végzett hidrogenoszomális és citológiai vizsgálatok során meghatározták a metronidazol (Flagyl) hatásmechanizmusát. A metronidazol jelenleg a legjobb kémiai szer, amit be lehet vetni azokban az anaerob fertőzésekben, melyeket a prokarióta (Clostridium, Bacteroides, Helicobacter) illetve az eukarióta (Trichomonas, Tritrichomonas, Giardia, Entamoeba) okoz. A metronidazol diffúzió révén terjed a szervezetben. Ahogy az anaerob élőlények felveszik, nem enzimatikus módon, redukált ferrodoxin által redukálódik, amit a piruvát-ferredoxin oxidoreduktáz reakciója termel. Ez a folyamat az anaerob sejt számára toxikus végtermékeket hoz létre, és lehetővé teszi a gyógyszer anaerob élőlényekben való szelektív felhalmozódását.

## Leírása
A hidrogenoszómák átmérője jellemzően 1 mikrométer, de környezeti stressz hatására akár 2 mikrométeresre is megnőhetnek. Nevüket onnan kapták, hogy molekuláris hidrogént állítanak elő.
A mitokondriumhoz hasonlóan kettős membrán határolja, a belső membrán lemezes („krisztás”) szerkezetű. Egyes szervezetek hidrogenoszómái úgy tűnik, a mitokondriumból fejlődtek ki, miközben a mitokondrium egyes megszokott jellemzőit is elveszítették, köztük magát a genomot. Nem található hidrogenoszomális genom sem a Neocallimastix, sem a Trichomonas vaginalis vagy a Tritrichomonas foetus sejtjeiben. Megtalálható a genom viszont a csótányt fertőző Nyctotherus ovalis csillós és a Blastocystis sárgásmoszat hidrogenoszómáiban. A csak távoli rokonságban lévő Nyctotherus és Blastocystis közötti hasonlóság valószínűleg konvergens evolúció eredménye, és megkérdőjelezi az éles különbségtételt a mitokondriumok, hidrogenoszómák és mitoszómák (a mitokondrium egy másik elcsökevényesedett formája) között.

## Kutatások
A legjobban tanulmányozott hidrogenoszómák közé tartoznak a nemi úton átvitt Trichomonas vaginalis és Tritrichomonas foetus paraziták, valamint a kérődzők bendőjében tenyésző rajzóspórás gombák, például a Neocallimastix sejtszervecskéi.
A Nyctotherus ovalis anaerob körülmények között, a csótányok számos fajának utóbelében élő csillós protiszta, melynek számos hidrogenoszómája közeli társulásban van a belőle felszabaduló hidrogént felhasználó, metanogén endoszimbionta archeákkal. Az N. ovalis hidrogenoszómáinak mátrixa tartalmaz olyan riboszóma-szerű részecskéket, melyek mérete megegyezik az endoszimbionta archeában nagy számban található 70s riboszómáéval. Ez előre jelezte annak lehetőségét, hogy a sejtszervecskében genom is található, melyet később Akhmanova valóban megtalált, és később Boxma részben szekvenált is.
Három, többsejtű Loricifera-faj – Spinoloricus cinziae, Rugiloricus sp. és Pliciloricus sp. – ismert mélyen a Földközi-tenger üledékeiben, melyek hidrogenoszómákat használnak anaerob anyagcsere-folyamataikban.

## Fordítás
- Ez a szócikk részben vagy egészben a Hydrogenosome című angol Wikipédia-szócikk ezen változatának fordításán alapul.  Az eredeti cikk szerkesztőit annak laptörténete sorolja fel. Ez a jelzés csupán a megfogalmazás eredetét és a szerzői jogokat jelzi, nem szolgál a cikkben szereplő információk forrásmegjelöléseként.